# أوركسترا باريس
أوركسترا باريس  (بالفرنسية: Orchestre de Paris)‏ هي أوركسترا فرنسية مقرها العاصمة باريس.

## التاريخ
تم تأسيس أوركسترا باريس في 1967، من قبل مبادرة مشتركة لقائدي أوركسترا شارل مونش وسيرج بودو، بعد انحلال أوركسترا شركة حفلات للكونسرفتوار والذي أسس في 1828.

شارل مونش هو أول مدير موسيقي، وذلك حتى وفاته في 1968 أثناء أول جولة للأوركسترا في الولايات المتحدة. هذا المنصب تحمله بعد ذلك سيرج بودو، هيربرت فون كارايان، جورج سولتي، دانييل بارينبويم، سيمون بيشكوف وكريستوف إشنباخ.

في 2010، عين بافو يارفي في هذا كمدير موسيقي للأوركسترا.

منذ أكتوبر 2002، كان مقر الأوركسترا في مسرح موغادور. ثم في سبتمبر 2006، إسترجع الأوركسترا مقره المعتاد في قاعة بلايل بعد نهاية أعمال الصيانة فيها.

منذ 2015، أصبح هذا الأوركسترا هي المجموعة الرئيسية المقيمة في فيلهارمونية باريس الجديدة. كان هذا الأوركسترا وجوقته هم من كلفوا بحفلة الافتتاح في 14 يناير 2015.

جوقة أوركسترا باريس أسست في 1976، بمبادرة من دانييل بارينبويم، وأدارها آرثر أولدهام حتى 2002. بعد ذلك، تحت قيادة لورونس إكيلبي، مستشارة الأنشطة الصوتية لأوركسترا باريس، قادها ديدييه بوتور وجوفرا جوردان. في 2010، بقدوم بافي يارفي كمدير موسيقي جديد، عملت الأوركسترا بإدارة عدة قادة موسيقيين أجانب. منذ 2011، أصبحت تحت إدارة ليونيل سو.

في 2014، أصبح لأوكسترا باريس شعار جديد وخاص.

## المدراء الموسيقيين
- 1967 - 1968: شارل مونش.
- 1969 - 1971: هيربرت فون كارايان.
- 1972 - 1975: جورج سولتي.
- 1975 - 1989: دانييل بارينبويم.
- 1989 - 1998: سيمون بيشكوف.
- 1998 - 2000: كريستوف فون دوناني.
- 2000 - 2010: كريستوف إشنباخ.
- 2010 - الآن: بافو يارفي.

## مقالات ذات صلة
- أوركسترا شركة حفلات للكونسرفتوار
- قاعة بلايل
- فيلهارمونية باريس

## الموقع الرسمي
- الموقع الرسمي.

## روابط خارجية
- أوركسترا باريس على موقع الموسوعة البريطانية (الإنجليزية)
- أوركسترا باريس على موقع ميوزك برينز (الإنجليزية)
- أوركسترا باريس على موقع أول ميوزيك (الإنجليزية)
- أوركسترا باريس على موقع ديسكوغز (الإنجليزية)